# Nishio (Klan)

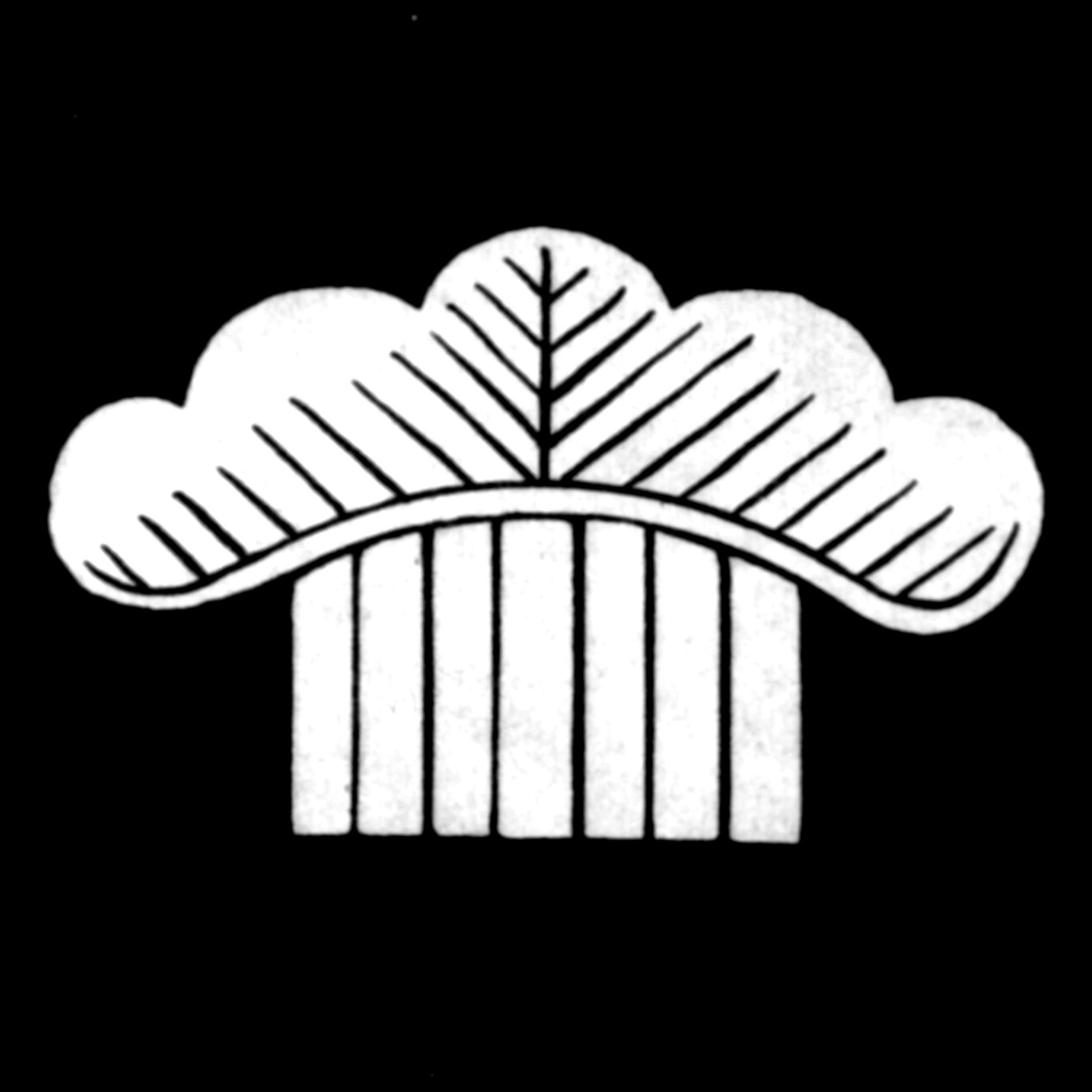
Wappen der Nishio
(Kamm-Kiefer)

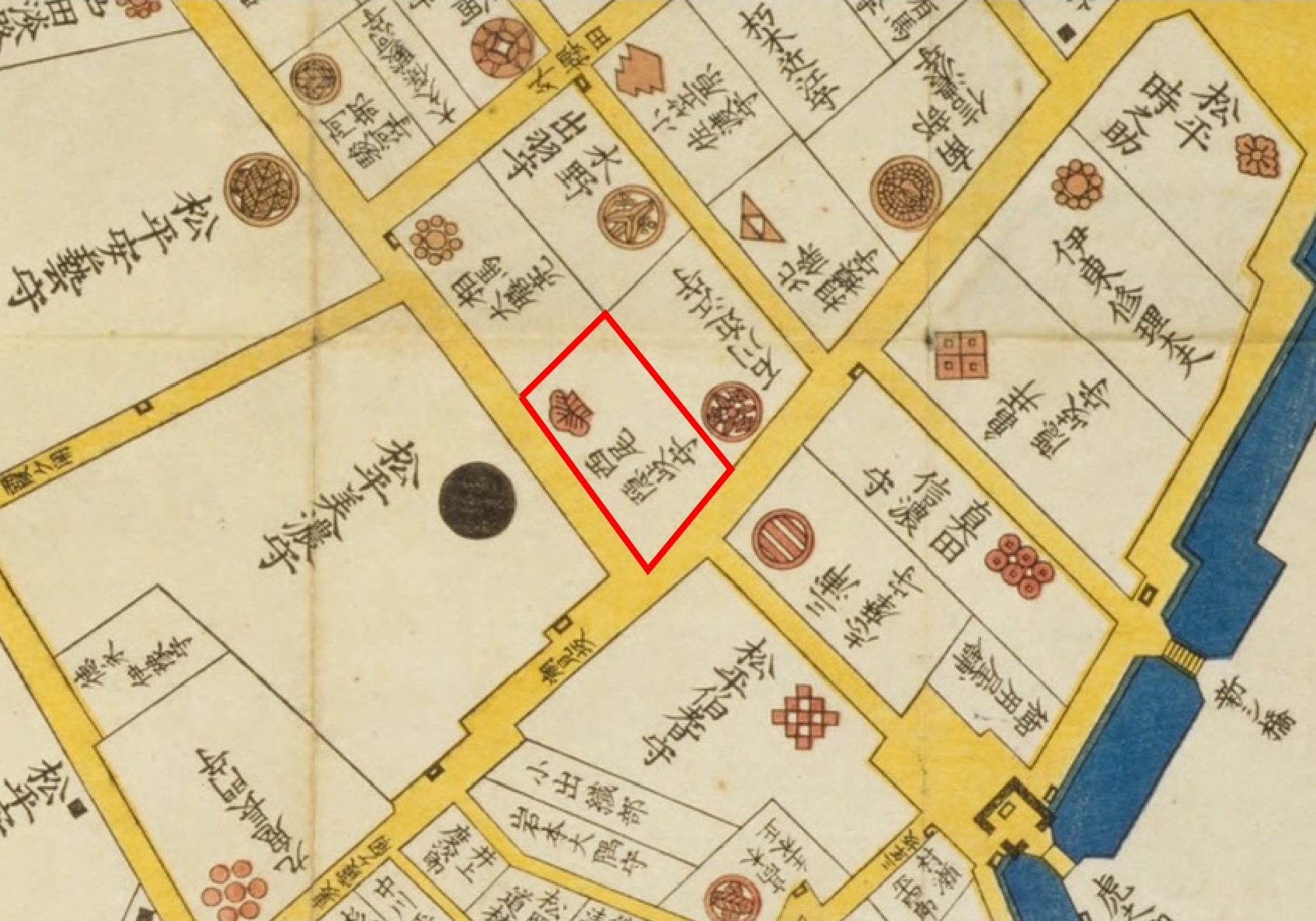
Nishio-Residenz in Edo.

Die Nishio (japanisch 西尾氏, Nishio-shi)  waren eine Familie des japanischen Schwertadels (Buke), die sich von den Kira (Seiwa-Genji)  ableitete. Mit einem Einkommen von 35.000 Koku gehörten die in Yokosuka (Präfektur Shizuoka) residierenden Nishio zu den kleineren Fudai-Daimyō der Edo-Zeit.

## Genealogie
- Yoshitsugu (吉次; 1530–1606), Sohn des Kira Mochihiro, diente nacheinander Oda Nobunaga, Toyotomi Hideyoshi und  Tokugawa Ieyasu. Er erhielt 1602 das Lehen Ichihara[A 2] (Musashi) mit 12.000 Koku.[3]

Seine Nachkommen residierten ab 1616 Shirai (Kōzuke), ab 1618 in Tsuchiura (Hitachi), 1649 in Tanaka (Suruga), 1669 in Komoro (Shinano), beide je mit 25.000 Koku, und schließlich ab 1682 in Yokosuka (Tōtōmi) mit 35.000 Koku. Die Familienoberhäupter führten den Ehrentitel Oki no kami. Nachdem in der Meiji-Restauration 1868 für Tokugawa Iesato das Lehen Shizuoka errichtet wurde, wozu auch das Gebiet von Yokosuka gehörte, wurden die Nishio in das neugeschaffene Hanabusa (Awa) versetzt und führten den Titel Vizegraf.